# Yazdgard II
Yazdgard II, riportato anche nelle forme Yazdgerd e Yazdgird (in partico 𐭩𐭦𐭣𐭪𐭥𐭲𐭩; in persiano یَزدگِرد‎) (... – 457), è stato un sovrano della dinastia sasanide, formalmente sedicesimo re dei re dell'Iran e del "non-Iran" (Šāhān šāh ī Ērān ud Anērān) dal 438 al 457.
Successore e figlio di Bahram V (regnante dal 420 al 438), il suo mandato fu funestato dalle guerre contro l'impero romano d'Oriente a ovest e da quelle con i Kidariti a est, nonché dai suoi sforzi e tentativi di rafforzare la centralizzazione reale nella burocrazia imponendo lo zoroastrismo a qualunque suo suddito, specialmente i cristiani. Una simile politica generò gravi tumulti in Armenia, culminando in una ribellione su larga scala guidata dal comandante militare Vardan Mamicone, che fu infine sconfitto e ucciso nella battaglia di Avarayr nel 451. La situazione si riappacificò quando la libertà religiosa fu concessa nella regione.
Yazdgard II fu il primo sovrano sasanide a impiegare il titolo di kay ("re"), un evidente riferimento e associazione della sua persona e della sua dinastia alla mitica dinastia kayanide commemorata nell'Avestā. Non avendo designato alcun successore, la sua morte scatenò una lotta dinastica tra i suoi due figli Ormisda III e Peroz I per il trono, con quest'ultimo che ne uscì vittorioso.

## Nome
Il nome di Yazdegerd è una combinazione del termine antico iranico yazad / yazata (essere divino) e -karta (fatto) – "fatto da Dio", paragonabile all'iranico medievale Bagkart e al greco Theoktistos. È conosciuto in altre lingue come Yazdekert (pahlavi); Yazd[e]gerd (persiano moderno); Yazdegerd, Izdegerd e Yazdeger (siriaco); Yazkert (armeno); Izdeger e Azger (nel Talmud); Yazdeijerd (arabo) e Isdigerdes (greco).

## Biografia

### Primi anni di vita e di regno

Mappa della frontiera romano-sasanide

Nel 438, lo scià Bahram V (regnante dal 420 al 438) morì e gli successe Yazdgard II. I suoi vicini occidentali, i romani, sin da quando fu stipulato il trattato di pace con l'impero sasanide nel 387, erano giunti a un'intesa comune che prevedeva di cooperare economicamente nella difesa del Caucaso contro gli attacchi delle tribù nomadi. I romani contribuirono nella difesa del Caucaso pagando alla controparte circa 226 kg d'oro a intervalli irregolari. Mentre i romani consideravano questo pagamento un versamento di natura politica, gli iranici finirono per considerarlo alla stregua di un regolare tributo da versare dall'Urbe. L'indisponibilità dell'imperatore romano Teodosio II a continuare il pagamento fece sì che Yazdgard II dichiarasse guerra nel 440, ma si trattò di un conflitto che non mutò granché lo status quo.
I romani furono invasi nelle loro province meridionali dai Vandali, evento che costrinse Teodosio II a chiedere la pace e a inviare personalmente il suo comandante Anatolio all'accampamento di Yazdgard II. Nei negoziati che ne seguirono, avvenuti nel 440, entrambi gli imperi promisero di non costruire nuove fortificazioni in Mesopotamia e che l'impero sasanide avrebbe ricevuto un incentivo economico per proteggere il Caucaso dalle incursioni.

### Guerra con gli Unni

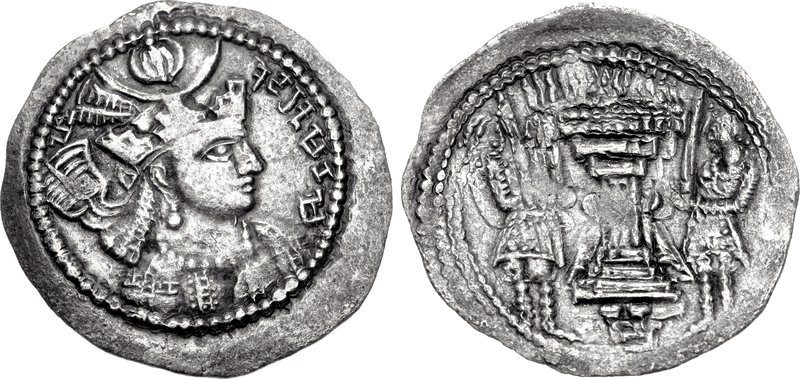
Dracma del V secolo di un sovrano kidarita

Sin dai tempi di Sapore II (r. 309-379), l'odierno Iran dovette fare i conti con invasori nomadi nell'est noti come "Unni iranici" e composto da gruppi di Eftaliti, Kidariti, Chioniti e Alcioni. Queste tribù si impadronirono del Tokaristan e del Gandhara sottraendolo a Sapore II e ai suoi vassalli indo-sasanidi, e infine di Kabul a scapito di Sapore III (r. 383-388). Le prove archeologiche, numismatiche e sfragistiche dimostrano che gli Unni governavano un regno centralizzato tanto quanto quello dei sasanidi. Inoltre, adottarono rapidamente il simbolismo e la titolazione imperiale degli iranici, così come le loro monete, le quali emulavano lo stile sasanide. Lo storico moderno Richard Payne afferma: «Ben differenti dai distruttivi xyonan dei resoconti persiani o dei barbari predoni narrati dagli storici romani, i regni unni dell'Asia centrale post-persiani erano formati da città, un sistema fiscale e capaci di produrre una cultura propria, un'identità difficile da cancellare dai re dei re». A causa della pressione dagli Unni, l'Iran combatté una guerra quasi ininterrotta con loro nelle sue regioni settentrionali e nord-orientali, in particolare sotto Bahram V e Yazdgard II, che tentarono entrambi di riconquistare il Tokaristan, ma riuscirono soltanto a impossessarsi dell'Abarshahr. Gli sforzi sasanidi furono interrotti all'inizio del V secolo dai Kidariti, i quali costrinsero Yazdgard I (r. 399-420), Bahram V e/o Yazdgard II a rendere loro un tributo. Sebbene questo evento non si rivelò particolarmente dannoso per l'erario iranico, si trattò comunque di un'umiliazione. Alla fine, Yazdgard II rifiutò di rendere omaggio, nella speranza di tornare a imporsi a est.
Nel 450, lanciò una spedizione nel profondo territorio dei Kidariti in Asia centrale razziando e conquistando fortezze e città, oltre ad accumulare molti prigionieri e ricchezze. Nel 453, trasferì la sua corte a Nishapur, nell'Abarshahr, per affrontare la minaccia dei Kidariti e lasciò il suo ministro (wuzurg framadar) Mihr Narsete in veste di autorità responsabile dell'impero sasanide. Il sovrano trascorse molti anni in guerra contro i Kidariti; le sue forze inizialmente subirono una grave sconfitta, ma i combattimenti continuarono. Secondo il Šahrestānīhā ī Ērānšahr ("Le capitali provinciali dell'Iran"), Yazdgard II fortificò la città di Damghan e la trasformò in un forte presidio di confine in funzione anti-kidarita. Fu in questo contesto che Yazdgard II creò la provincia di Eran-Khwarrah-Yazdgard ("Iran, gloria di Yazdgard"), situata nella parte settentrionale della provincia dell'Ircania. Dopo essere riuscito a proteggere la parte orientale del suo impero dalle incursioni kidarite, Yazdgard II concentrò la sua attenzione sull'Armenia e l'Albania caucasica per difendere il Caucaso con i romani dalla crescente minaccia rappresentata dagli Unni.

### Morte e successione
Yazdgard II morì nel 457 e, stando a quanto riferito dalle fonti, non aveva designato un successore, avendo lasciato, come suggerisce lo storico medievale al-Tha'alibi, tale compito all'élite. Per via do questa situazione, presto l'impero piombò in una guerra civile; suo figlio maggiore Ormisda III salì al trono nella città di Rey, nell'Iran settentrionale, mentre Peroz fuggì nella parte nord-orientale dell'impero e iniziò a radunare un esercito per rivendicare il trono per se stesso. Mentre la lotta dinastica imperversava, la madre dei due fratelli, Denag, governò temporaneamente in veste di reggente dell'impero dalla sua capitale, Ctesifonte.

## Politica

### Religiosa

Mappa del Caucaso

Le politiche di Yazdgard II sono state oggetto di dibattito fra gli studiosi: le fonti arabe e persiane sottolineano il suo atteggiamento pio e l'ostilità verso l'aristocrazia, mentre le fonti armene e siriache lo descrivono come un fanatico religioso. Quest'ultima ricostruzione è spesso sottolineata anche da alcuni storiografi moderni. L'instabilità dell'impero continuò a crescere sotto Yazdegerd II, in quanto il suo rapporto con l'aristocrazia si rivelò difficile e di certo non aiutò il fatto che le sue energie si concentrassero soprattutto verso la minaccia kidarita a est. All'inizio del  regno, quando subì diverse sconfitte per mano dei Kidariti, il sovrano accusò della disfatta i cristiani, perché gran parte della sua cavalleria era composta da Iberici e Armeni. Le persecuzioni dei cristiani iniziarono nel 446, ai danni dei nobili di Karkh in Mesopotamia, spostandosi in seguito verso l'aristocrazia dell'Iberia e dell'Armenia. Le persecuzioni nei confronti dei non zoroastriani ebbero una portata abbastanza contenuta, riguardando essenzialmente l'aristocrazia.
Yazdgard II aveva in principio continuato le politiche del padre di non frapporsi al peso politico dell'élite. Tuttavia, dopo qualche tempo, decise di cambiare rotta e di portare avanti una propria politica. Quando gli aristocratici gli dissero che la sua nuova politica stava offendendo il popolo, egli dissentì rispondendo: «Non è corretto da parte vostra rimarcare i modi in cui mio padre si è comportato nei vostri confronti, restandovi vicino e concedendovi ogni sua grazia [...] ogni epoca ha le sue usanze». Yazdgard II, tuttavia, non dimenticò mai il vecchio conflitto tra la corona, la nobiltà e il clero, culminato nell'assassinio di diversi monarchi sasanidi.

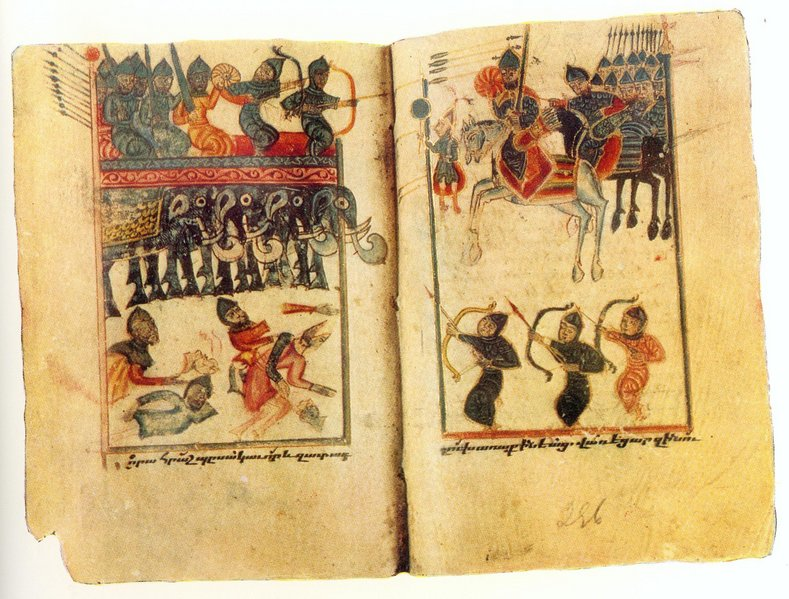
Una miniatura armena del XV secolo raffigurante la battaglia di Avarayr

L'obiettivo principale di Yazdgard II durante il suo regno si concentrò quindi sulla necessità di affrontare le questioni interne ed esterne che costituivano un pericolo per il regno: ciò passò per una centralizzazione della burocrazia reale, provvedimento che richiedeva la cooperazione dell'aristocrazia. Una delle tappe volte a realizzare questo progetto passò per la nomina di Adhur-Hormizd quale nuovo governatore (marzban) dell'Armenia nel 451, un evento che pose fine alla persecuzione dei non zoroastriani in Armenia e consentì ai religiosi libertà nel paese. Una simile decisione sembra contraddire quegli storici che lo descrivono come un fanatico religioso. Più nel dettaglio, secondo lo storico moderno Scott McDonough, la fede zoroastriana era forse associata a una «prova di lealtà personale» per Yazdgard II. Egli prese di mira gli aristocratici zoroastriani, eliminando le loro agevolazioni nell'accedere alla corte e circondandosi di eunuchi che fossero più fedeli a lui che alle proprie famiglie. Tuttavia, la sua politica di integrazione nella nobiltà cristiana nella burocrazia fu problematica: prima della nomina di Adhur-Hormizd, in Armenia si sviluppò una grande ribellione. La causa della sommossa fu il tentativo di Mihr Narsete di imporre la variante zurvanita dello zoroastrismo in Armenia. Le intenzioni di Narsete differivano in realtà da quelle di Yazdegerd II. Di conseguenza, molti degli aristocratici armeni (ma non tutti) cercarono di trovare una soluzione raccogliendosi intorno a Vardan Mamicone, il comandante supremo (sparapet) dell'Armenia. I ribelli armeni tentarono di chiedere aiuto ai romani, ma non ottennero risposta. Nel frattempo, un'altra fazione di armeni, guidata dal marzban Vasak Siwni si alleò con i sasanidi.
Il 2 giugno 451, le forze sasanidi e i ribelli si scontrarono nella battaglia di Avarayr, con la vittoria che arrise ai primi. Nove generali, tra cui Vardan Mamicone, furono uccisi e un gran numero di nobili e soldati armeni subì la stessa sorte. Anche i sasanidi avevano subito pesanti perdite a causa della risoluta lotta degli insorti. Sebbene Yazdgard II avesse posto fine in seguito alle persecuzioni nella regione, le tensioni continuarono fino al 510 quando un parente di Vardan Mamicone, Vard, fu nominato marzban dal nipote di Yazdgard II, Kavad I (r. 488-531).
Anche gli ebrei furono oggetto di persecuzione da parte della corona: pare che questa avesse emesso decreti che vietavano loro di osservare apertamente lo Shabbat, ordinando inoltre l'esecuzione di diversi esponenti israeliti. Ciò spinse la comunità ebraica di Esfahan a vendicarsi, scorticando vivi due sacerdoti zoroastriani, il che portò a sua volta ad altre persecuzioni.

### Urbana
Negli anni 440, Yazdgard II ordinò la realizzazione di un sistema difensivo in mattoni di fango a Derbent per respingere le incursioni dal nord. Un'iscrizione su una delle sue mura riporta che il tributo pagato dai romani fu utilizzato per riammodernare la fortezza. Nei pressi della città fondò l'insediamento fortificato di Shahristan-i Yazdgard (oggi compreso nel complesso di rovine di Torpakh-kala), che divenne il principale snodo per soldati di stanza nella regione, il cui capo deteneva il titolo di «marzban di Chol». Secondo la cronaca neopersiana Tarikh-i Yazd ("Storia di Yazd") del 1441, la città di Yazd nell'Iran centrale fu rifondata proprio da Yazdgard II.

### Monetaria e ideologia imperiale

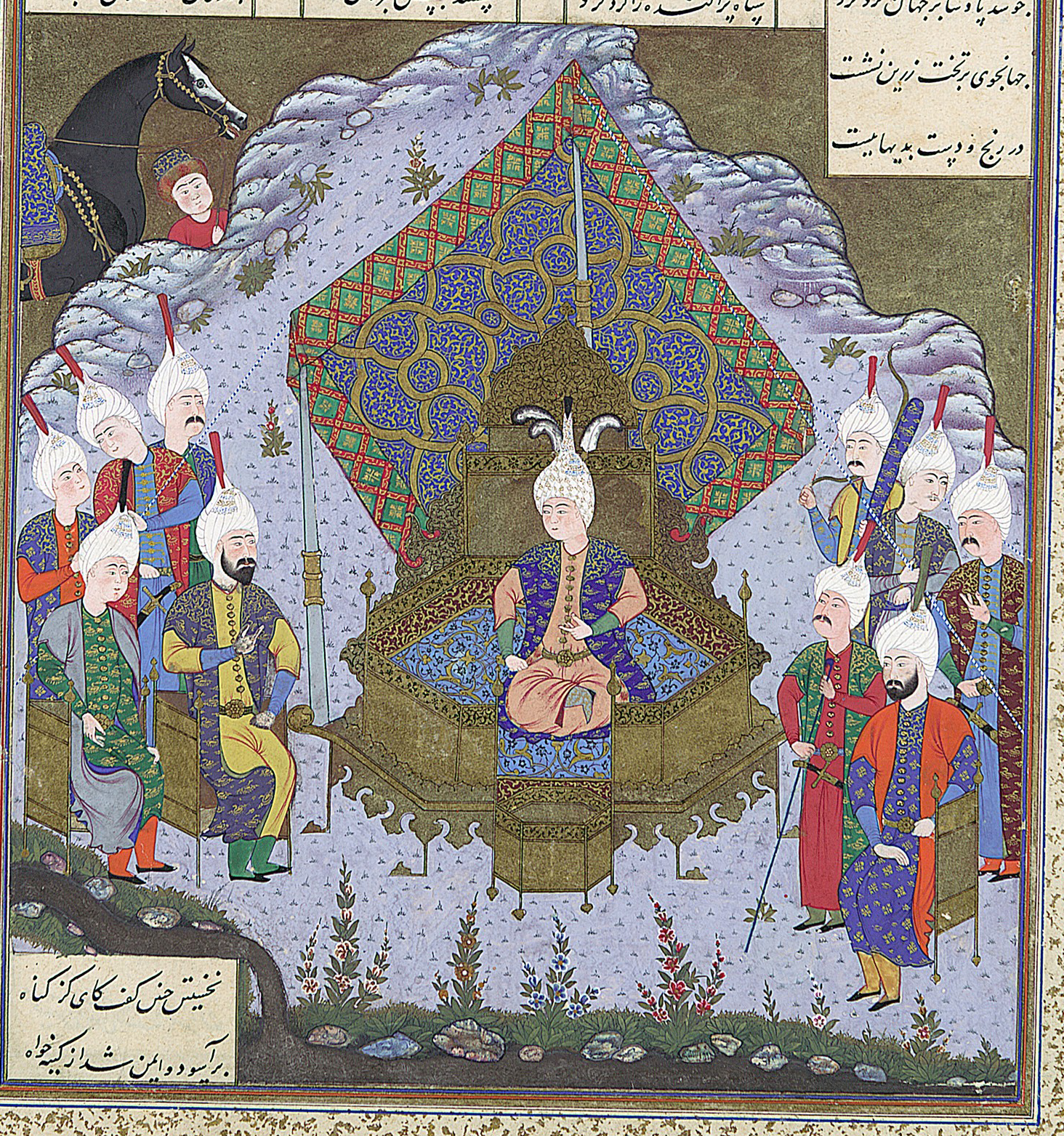
Illustrazione del XVI secolo tratta dallo Shāh-Nāmeh di Yazdgard II seduto sul suo trono

Il regno di Yazdgard II segna l'inizio di una nuova iscrizione sulle monete sasanide, quella di mazdēsn bay kay ("Sua maestà mazdeista, il re"), che dimostra la sua curiosità per una leggendaria dinastia avestana, quella dei Kayanidi, in quanto impiegò altresì il titolo di kay. Ciò si dovette a un cambiamento nella prospettiva politica dell'impero sasanide, originariamente interessato a volgere lo sguardo a Occidente e al tempo di Yazdgard concentrato invece sull'Oriente. Questo spostamento degli interessi, invero già instradato da Yazdgard I e Bahram V, raggiunse il suo apice sotto Yazdegerd II e suo figlio e successore Peroz I (r. 459-484). Il mutamento potrebbe essere stato innescato dalle tribù ostili particolarmente attive nell'Iran orientale. La guerra contro le tribù unne potrebbe aver risvegliato la mitica rivalità esistente tra i sovrani kayanidi, di etnia iranica, e loro nemici turchi, come emergerebbe dall'impiego della Giovane Avesta. Una simile scelta potrebbe dunque essere stata frutto del conflitto tra l'Iran e i suoi nemici orientali, con l'adozione del titolo di kay che avvenne per rimarcare le lotte dei mitici re iranici contro i Turani nell'est.

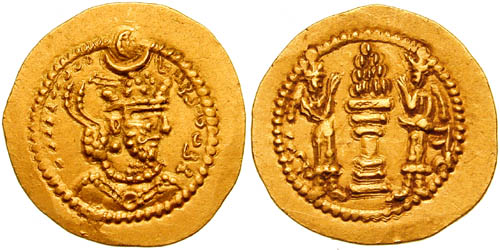
Moneta raffigurante Yazdgard II sulla parte anteriore e l'altare del fuoco zoroastriano sul rovescio

È probabile che fu durante questo periodo che i sasanidi si interessarono e giunsero a conoscenza di testi leggendari ed epici, inclusa la storia del re-eroe persiano Farīdūn (Frēdōn in medio persiano), che divise il suo regno tra i suoi tre figli: il suo primogenito Salm ricevette l'impero d'occidente, Roma; il secondo Tur, ovvero i territori orientali, il Turan; il minore, Iraj, ricevette il cuore dell'impero, l'Iran. Influenzati da questi racconti sui dinastia kaianide, la corona sasanide finì per considerarsi erede di Farīdūn e di Iraj, associando i domini ricevuti da Salm all'impero bizantino a ovest e i possedimenti Tur a oriente con gli Eftaliti. Poiché l'impero originario si sarebbe esteso da Roma all'Asia centrale orientale, è plausibile che essi adottarono simbolicamente il titolo di Kay per ribadire i loro diritti su quelle terre. La tradizionale titolazione di "re dei re" generalmente veniva omessa sulle monete di Yazdgard II.
Un nuovo soggetto fece la sua comparsa anche sul rovescio delle monete sasanide, dove il tradizionale altare del fuoco sorvegliato da due sentinelle vede queste ultime proteggerle con un atteggiamento più accorato. Si trattò presumibilmente di un tentativo di rimarcare ulteriormente la fedeltà di Yazdgard II allo zoroastrismo. Le province dell'Asuristan e del Khūzestān ospitavano il maggior numero di zecche attive durante il mandato di Yazdgard II a ovest, mentre le province dell'Ircania e della Margiana provvedevano alla stessa esigenza più a est, senza dubbio per supportare i sasanidi nelle loro guerre sui due fronti.

## Personalità
Yazdgard II viene descritto come un sovrano capace e colto, di cui una delle frasi preferite era: «Fai una domanda, esamina le possibili risposte e analizzale. Si scelga e preservi ciò che è meglio». È generalmente elogiato nelle fonti persiane ed è descritto come un uomo compassionevole e benevolo. Le lodi si concentrano sull'abbandono delle criticabili ed eccessive passioni di suo padre legate alla caccia e ai banchetti, oltre che alle lunghe sessioni di udienza. Secondo gli storici medievali Ibn al-Balkhi e Hamza al-Isfahani, era conosciuto con l'eponimo di "Yazdgard il Gentile" (Yazdgard-e Narm). Ad ogni modo, il profilo positivo di Yazdgard II si dovette per via della sua politica di persecuzione i non zoroastriani all'interno dell'impero, evento che compiacque l'aristocrazia iranica e, in particolare, il clero zoroastriano, che cercava di sfruttare l'impero sasanide come veicolo per imporre la propria autorità sulla vita religiosa e culturale del popolo. Una simile scelta si rivelò in netta opposizione con quella compiuta dal suo nonno e suo omonimo, Yazdgard I (noto come il "peccatore"), che viene descritto negativamente nelle fonti persiane a causa della sua tolleranza nei confronti dei suoi sudditi non zoroastriani e del suo rifiuto di soddisfare le richieste dell'aristocrazia e del sacerdozio.

## Discendenza
Il sovrano sposò Denag, una principessa iranica, forse della famiglia reale sasanide. Di seguito un elenco dei figli della coppia:
- Ormisda III, diciassettesimo scià dell'impero sasanide (r. 457-459).[5]
- Peroz I, diciottesimo scià dell'impero sasanide (r. 459-484).[5]
- Zarer, principe sasanide che tentò di reclamare il trono ribellandosi nel 485.[44]
- Balash, diciannovesimo scià dell'impero sasanide (r. 484-488).[40]
- Vachagan III (r. 485-510), re dell'Albania caucasica. La sua esatta relazione con Yazdgard II resta incerta, era un suo figlio o nipote.[45]
- Figlia dal nome ignoto, sposò il re albanese caucasico Aswagen (r. 415-440).[45]

### Esplicative
1. ↑  Il titolo di kay ("re") era già stato utilizzato almeno cento anni prima dagli Indo-sasanidi, un ramo cadetto della famiglia imperiale sasanide che regnò in Oriente prima di essere soppiantato dai Kidariti e dall'impero sasanide nella metà del IV secolo: Rezakhani (2017), pp. 79, 83.

### Bibliografiche
1. ↑  Shahbazi (2003).
2. 1 2  Shayegan (2017), p. 809.
3. ↑  Payne (2015b), pp. 296-298.
4. 1 2  Payne (2015b), p. 298.
5. 1 2 3 4 5 6 7 8 9 10 11 12 13 14 15  Daryaee.
6. ↑  Frye (1983), p. 146.
7. ↑  Rezakhani (2017), pp. 85-87.
8. ↑  Payne (2016), pp. 7, 11.
9. ↑  Rezakhani (2017), p. 96.
10. ↑  Payne (2015b), p. 285.
11. ↑  Payne (2015b), p. 286.
12. ↑  Payne (2015a), p. 45.
13. ↑  Payne (2016), p. 18.
14. 1 2  Payne (2015b), p. 287.
15. ↑  Bonner (2020), p. 100.
16. ↑  Potts (2018), pp. 291, 294.
17. 1 2  Bonner (2020), p. 119.
18. ↑  Daryaee (2000).
19. ↑  Gyselen (1998), p. 537.
20. ↑  Daryaee (2014), p. 23.
21. 1 2  Pourshariati (2008), p. 70.
22. 1 2  Kia (2016), p. 248.
23. ↑  Pourshariati (2008), p. 71.
24. 1 2 3 4 5 6 7 8 9  Sauer (2017), p. 192.
25. ↑  Kia (2016), pp. 281-282.
26. ↑  Sauer (2017), pp. 192-193.
27. 1 2 3  Sauer (2017), p. 193.
28. ↑  Payne (2015a), p. 46.
29. 1 2  Avdoyan (2018).
30. 1 2 3 4  Hewsen (1987), p. 32.
31. ↑  Nersessian (2018).
32. ↑  Gaon (1988), pp. 115, 117.
33. ↑  Gadjiev (2017), p. 122.
34. ↑  Bonner (2020), p. 118.
35. ↑  Gadjiev (2020b), pp. 113-114.
36. ↑  Choksy (2020), p. 225.
37. ↑  Schindel (2013), pp. 836-837.
38. 1 2 3 4 5 6 7 8  Shayegan (2017), p. 807.
39. ↑  Schindel (2013), p. 837.
40. 1 2  Shahbazi (2005).
41. ↑  Kia (2016), p. 282.
42. 1 2  Kia (2016), p. 283.
43. ↑  Kia (2016), pp. 282-283.
44. ↑  Pourshariati (2008), pp. 75-76, nota 371.
45. 1 2  Gadjiev (2020a), p. 32.